# Olimpiada szachowa 2016
| 42. Olimpiada szachowa Baku 2016 |
| 2014 2018                        |

42. Olimpiada szachowa 2016 (zarówno w konkurencji kobiet, jak i mężczyzn) została rozegrana w Baku w dniach od 1 do 14 września. Prawo do organizacji olimpiady azerskie miasto zdobyło w 2012 r., podczas Kongresu FIDE w Stambule, pokonując Albenę i Tallinn, których oferty zostały odrzucone.
W olimpiadzie ogółem wystartowało 1587 zawodników i zawodniczek z 322 reprezentacji (180 w open oraz 142 wśród kobiet) i 175 krajów.

## Turniej Open
W turnieju open zwyciężyli Amerykanie (Caruana, Nakamura, So, Shankland, Robson) przed reprezentacją Ukrainy (Eljanov, Ponomariov, Kryvoruchko, Korobov, Volokitin) oraz reprezentacją Rosji (Karjakin, Kramnik, Tomashevsky, Nepomniachtchi, Grischuk). Dalej znalazła się reprezentacja Indii, a za nią Norwegia z mistrzem świata Magnusem Carlsenem oraz Turcja. Polacy (Wojtaszek, Duda, Bartel, Piorun, Świercz) zajęli siódme miejsce.
| #   | Państwo           | Zawodnicy                                                | Śr. ranking | punkty | punktacja pomocnicza |
| --- | ----------------- | -------------------------------------------------------- | ----------- | ------ | -------------------- |
| 1.  | Stany Zjednoczone | Caruana, Nakamura, So, Shankland, Robson                 | 2765        | 20     | 413,5                |
| 2.  | Ukraina           | Eljanov, Ponomariov, Kryvoruchko, Korobov, Volokitin     | 2704        | 20     | 404,5                |
| 3.  | Rosja             | Karjakin, Kramnik, Tomashevsky, Nepomniachtchi, Grischuk | 2768        | 18     | 419,0                |
| 4.  | Indie             | Harikrishna, Adhiban, Gujrathi, Sethuraman, Karthikeyan  | 2683        | 16     | 350,5                |
| 5.  | Norwegia          | Carlsen, Hammer, Tari, Urkedal, Getz                     | 2654        | 16     | 344,5                |
| 6.  | Turcja            | Šolak, Ipatov, Yılmaz, Can, Esen                         | 2617        | 16     | 341,5                |
| 7.  | Polska            | Wojtaszek, Duda, Bartel, Piorun, Świercz                 | 2685        | 16     | 331,0                |
| 8.  | Francja           | Vachier-Lagrave, Mazé, Édouard, Fressinet, Bauer         | 2684        | 16     | 326,5                |
| 9.  | Anglia            | Adams, Howell, McShane, Jones, Short                     | 2685        | 16     | 323,0                |
| 10. | Peru              | Cordova, Cori, Vera Siguenas, Cruz, Fernandez            | 2566        | 16     | 306,0                |
| 11. | Kanada            | Bariejew, Kowalow, Lesiège, Hansen, Krnan                | 2597        | 15     | 368,5                |
| 12. | Azerbejdżan       | Məmmədyarov, Rəcəbov, Məmmədov, Naiditsch, Səfərli       | 2717        | 15     | 352,0                |
| 13. | Chiny             | Wang Yue, Ding Liren, Yu Yangyi, Li Chao, Wei Yi         | 2740        | 15     | 348,0                |
| 14. | Białoruś          | S. Żyhałka, Kawalou, A. Żyhałka, Stupak, Aleksandrow     | 2601        | 15     | 332,0                |
| 15. | Węgry             | Rapport, Berkes, Almási, Balogh, Gledura                 | 2673        | 15     | 329,0                |

'Medaliści indywidualni':
Pod uwagę są brani tylko zawodnicy, którzy zagrali minimum 8 partii.
| Szachownica I             | Szachownica I           | Szachownica I     | Szachownica I | Szachownica I | Szachownica I |
| Medal                     | Zawodnik                | Drużyna           | Ruz           | Pkt           | %             |
| ------------------------- | ----------------------- | ----------------- | ------------- | ------------- | ------------- |
| złoto                     | Baadur Dżobawa          | Gruzja            | 2926          | 8/10          | 80            |
| srebro                    | Leinier Domínguez Pérez | Kuba              | 2839          | 7,5/10        | 75            |
| brąz                      | Fabiano Caruana         | Stany Zjednoczone | 2838          | 7/10          | 70            |
| Szachownica II            |                         |                   |               |               |               |
| Medal                     | Zawodnik                | Drużyna           | Ruz           | Pkt           | %             |
| złoto                     | Władimir Kramnik        | Rosja             | 2903          | 6,5/8         | 81,3          |
| srebro                    | Anton Kowalow           | Kanada            | 2852          | 8/10          | 80            |
| brąz                      | Jorge Cori Tello        | Peru              | 2810          | 8/10          | 80            |
| Szachownica III           |                         |                   |               |               |               |
| Medal                     | Zawodnik                | Drużyna           | Ruz           | Pkt           | %             |
| złoto                     | Wesley So               | Stany Zjednoczone | 2896          | 8,5/10        | 85            |
| srebro                    | Zoltán Almási           | Węgry             | 2845          | 7,5/9         | 83,3          |
| brąz                      | Eugenio Torre           | Filipiny          | 2836          | 10/11         | 90,9          |
| Szachownica IV            |                         |                   |               |               |               |
| Medal                     | Zawodnik                | Drużyna           | Ruz           | Pkt           | %             |
| złoto                     | Laurent Fressinet       | Francja           | 2809          | 7/8           | 87,5          |
| srebro                    | Jan Niepomniaszczij     | Rosja             | 2804          | 8/10          | 80            |
| brąz                      | Aleksandar Indijic      | Serbia            | 2786          | 8,5/10        | 85            |
| Szachownica V (rezerwowa) |                         |                   |               |               |               |
| Medal                     | Zawodnik                | Drużyna           | Ruz           | Pkt           | %             |
| złoto                     | Andrij Wołokitin        | Ukraina           | 2992          | 8,5/9         | 94,4          |
| srebro                    | Sami Khader             | Jordania          | 2932          | 8/8           | 100           |
| brąz                      | Aleksiej Aleksandrow    | Białoruś          | 2760          | 6,5/8         | 81,3          |

Wyniki Polaków:
| Runda | Państwo                      | I szachownica Radosław Wojtaszek (2736) Ruz= 2808 | II szachownica Jan-Krzysztof Duda (2675) Ruz= 2683 | III szachownica Mateusz Bartel (2646) Ruz= 2554 | IV szachownica Kacper Piorun (2681) Ruz= 2463 | V szachownica Dariusz Świercz (2639) Ruz= 2583 |
| ----- | ---------------------------- | ------------------------------------------------- | -------------------------------------------------- | ----------------------------------------------- | --------------------------------------------- | ---------------------------------------------- |
| 1.    | Irak                         | Ismael Namir (2161) wygrana                       | Mohhamed Zozek (2251) wygrana                      | Salih Akar (2302) wygrana                       | -------------------------                     | Abdulwahhab Ahmed (2236) wygrana               |
| 2.    | Zjednoczone Emiraty Arabskie | Saleh Salem (2628) wygrana                        | Omar Noaman (2377) wygrana                         | Shaeed Ishaq (2310) wygrana                     | ------------------------                      | Jasem AlHuwar (2183) wygrana                   |
| 3.    | Kuba                         | Leinier Domínguez Pérez (2720) remis              | Lázaro Bruzón Batista (2623) wygrana               | Yuniesky Quezada Pérez (2634) przegrana         | ------------------------                      | Yuniesky Quezada Pérez przegrana               |
| 4.    | Czarnogóra                   | ------------------------                          | Nikola Đukić (2534) wygrana                        | Dragiša Blagojević (2482) remis                 | Luka Drašković (2448) wygrana                 | Blazo Kalezić (2457) remis                     |
| 5.    | Mołdawia                     | Wiktor Bołogan (2648) remis                       | Viorel Iordăchescu (2584) wygrana                  | Dmitrij Swietuszkin (2543) przegrana            | Sergiej Wedmediuc (2437) remis                | ------------------------                       |
| 6.    | Paragwaj                     | Neuris Delgado Ramírez (2618) remis               | Axel Bachmann Schiavo (2641) remis                 | ------------------------                        | José Fernando Cubas (2470) przegrana          | Zenón Franco Ocampos (2496) wygrana            |
| 7.    | Australia                    | David Smerdon (2541) wygrana                      | Zhao Zong-Yuan (2550) wygrana                      | Anton Smirnow (2482) remis                      | ------------------------                      | Max Illingworth (2458) remis                   |
| 8.    | Czechy                       | David Navara (2742) remis                         | Viktor Láznička (2651) przegrana                   | Vlastimil Babula (2540) remis                   | Vojtěch Plát (2519) remis                     | ------------------------                       |
| 9.    | Singapur                     | Zhang Zhong (2637) wygrana                        | Goh Wei Ming (2444) przegrana                      | Ravindran Shanmugam (2345) wygrana              | ------------------------                      | Zhi Rong Benjamin Foo (2233) wygrana           |
| 10.   | Islandia                     | Hannes Stefánsson (2574) remis                    | Hjörvar Steinn Grétarsson (2547) remis             | ------------------------                        | Gudmundur Kjartansson (2442) remis            | Bragi Thorfinnsson (2430) wygrana              |
| 11.   | Hiszpania                    | Francisco Vallejo Pons (2716) wygrana             | Iván Salgado López (2662) remis                    | David Antón Guijarro (2630) wygrana             | ------------------------                      | José Ibarra Jerez (2566) remis                 |

## Turniej kobiet
W turnieju kobiet zwyciężyły Chinki (Hou, Ju, Zhao, Tan, Guo) przed reprezentacją Polski (Soćko, Zawadzka, Szczepkowska-Horowska, Kulon, Woźniak) oraz reprezentacją Ukrainy (A. Muzyczuk, M. Muzyczuk, Żukowa, Uszenina, Gaponenko).
| #   | Państwo           | Zawodniczki                                                  | Śr. ranking | punkty | punktacja pomocnicza |
| --- | ----------------- | ------------------------------------------------------------ | ----------- | ------ | -------------------- |
| 1.  | Chiny             | Hou, Ju, Zhao, Tan, Guo                                      | 2560        | 20     | 416,0                |
| 2.  | Polska            | Soćko, Zawadzka, Szczepkowska-Horowska, Kulon, Woźniak       | 2405        | 17     | 427,5                |
| 3.  | Ukraina           | A. Muzyczuk, M. Muzyczuk, Żukowa, Uszenina, Gaponenko        | 2505        | 17     | 404,5                |
| 4.  | Rosja             | Kosteniuk, Gunina, Goriaczkina, Pogonina, Giria              | 2504        | 16     | 380,5                |
| 5.  | Indie             | Dronavalli, Rout, Sachdev, Swaminathan, Pratyusha            | 2433        | 16     | 342,5                |
| 6.  | Stany Zjednoczone | Krush, Paikidze, Zatonskih, Němcová, S.F. Foișor             | 2406        | 16     | 332,5                |
| 7.  | Wietnam           | Phạm, Hoàng, Nguyễn, Nguyễn                                  | 2307        | 16     | 328,0                |
| 8.  | Azerbejdżan       | Mamedyarova, Mammadzada, Mammadova, Hojjatova, Kazimova      | 2327        | 16     | 309,0                |
| 9.  | Izrael            | Shvayger, Efroimski, Klinova, Gutmakher, Lahav               | 2309        | 16     | 307,5                |
| 10. | Gruzja            | Dzagnidze, Javakhishvili, Khotenashvili, Batsiashvili, Melia | 2486        | 15     | 356,5                |